# Амударьинская речная флотилия
Амударьинская речная флотилия — формирование речных пограничных сторожевых катеров Комитета охраны государственной границы Республики Узбекистан.
Узбекистан является одной из двух «самых континентальных» стран мира (наряду с Лихтенштейном), которые не только не имеют выхода к морю, но и не граничат ни с одной выходящей к Мировому океану страной. Однако военно-морское освоение территории Средней Азии имеет длительную историю. В современный период речная флотилия Узбекистана, ставшего независимым государством, выполняет, главным образом, задачи противодействия наркотрафику и исламскому фундаментализму, препятствуя их проникновению в регион через границу с Афганистаном.
В различное время речная флотилия Узбекистана комплектовалась бронекатерами «Шмель» и «Гюрза».
В речной флотилии Узбекистана применяется система корабельных званий от матроса до капитана 1-го ранга.

## Название формирования
На текущий момент как в СМИ Узбекистана, так и в официальных источниках Республики Узбекистан отсутствуют какие-либо упоминания об официальном названии формирования пограничных сторожевых катеров Комитета охраны государственной границы, управление которого базируется в г. Термез.
В некоторых русскоязычных источниках встречается название данного формирования как Военно-речные силы Комитета охраны государственной границы Республики Узбекистан а также Флот Узбекистана, которое не встречается в публикациях СМИ Узбекистана и официальных релизах. Достоверно известно, что после распада СССР и при делении формирований бывших ВС СССР, Узбекистану отошла отдельная бригада пограничных сторожевых кораблей, чьё управление дислоцировалось в г. Термез и которая ведёт свою историю от существовавшей ещё со времён Российской империи Амударьинской речной флотилии.

## Формирования-предшественники
Военно-морское освоение внутренних территорий Азии было развёрнуто Российской империей в ходе среднеазиатской кампании. С 1852 по 1883 год существовала Аральская флотилия Морского ведомства, корабли которой поднимались по реке Сырдарье. Новая морская флотилия, получившая такое же название, действовала на стороне РСФСР в ходе Гражданской войны (1919—1921), наряду с Амударьинской флотилией (1920—1921). Чуть позже, в 1922 году, функционировала Сырдарьинская флотилия.
После Великой Отечественной войны на Аральском море был создан особый дивизион кораблей (включённый в состав Каспийской флотилии), работа которого была связана, во-первых, с потенциальной поисково-спасательной поддержкой ракетных запусков с космодрома «Байконур», во-вторых, с деятельностью секретного бактериологического полигона советской армии на аральском острове Возрождения.
Пограничные военно-речные силы на реке Амударье в районе Термеза, непосредственно в регионе действия современной речной флотилии Узбекистана, были сформированы в 1923 году и тогда находились в ведении Главного политического управления (Амударьинский пограничный отряд судов ГПУ).
К моменту распада СССР охрану этого участка границы с Афганистаном осуществляла 22-я отдельная бригада пограничных сторожевых кораблей (войсковая часть 9873) Среднеазиатского пограничного округа КГБ СССР, с дислокацией управления бригады в г. Термез.
Учитывая также наличие советской, а впоследствии — российской военной базы «Койсары» на озере Иссык-Куль в Кыргызстане, присутствие военно-морских сил в Средней Азии следует считать явлением с длительной историей, несмотря на экзотический регион для их развёртывания.

## История
После обретения Узбекистаном независимости под его юрисдикцию перешли в том числе и речные части пограничных войск на Амударье. Для их личного состава были введены корабельные звания, аналогичные званиям Военно-морского флота СССР. От советских пограничных войск новой республике достались артиллерийские катера проекта 1204 «Шмель». К началу 2000-х годов на боевом дежурстве ещё продолжали находиться три бронекатера этого проекта, однако их ресурс по длительности эксплуатации был практически исчерпан. Известно, что в это время суда подверглись капитальному ремонту с расчётом продлить их эксплуатацию ещё на 10—15 лет, однако насколько эффективным оказался этот ремонт, сведения отсутствуют.
Из-за устаревания техники Узбекистан предпринял модернизацию своей военной флотилии при поддержке Государственного департамента США по оказанию помощи в области экспортного контроля и безопасности границ (программа EXBS). Соединённые Штаты Америки выделили помощь Узбекистану на сумму в 5,6 млн $. Специально для флота Узбекистана были созданы двадцатипятиметровые речные бронекатера проекта 58150 «Гюрза», проектирование и постройка которых производилась на Украине. Разработчиком проекта выступило казённое предприятие «Исследовательско-проектный центр кораблестроения» в Николаеве, главным конструктором военных судов стал Сергей Кривко. Спроектированные катера были построены на заводе «Ленинская кузница» в Киеве. С помощью тяжёлого транспортного самолёта «Ан-124-100» украинской компании «Авиалинии Антонова» в Термез были перевезены катера «Джайхун» (борт № 01) и «Сайхун» (борт № 02). Головной катер «Джайхун» был доставлен в Узбекистан первым, в ноябре 2005 года. После этого США заявили о намерении поставить для речной флотилии страны ещё 14 патрульных катеров общей стоимостью 2,9 млн $.

## Личный состав
Военнослужащие в составе речной флотилии Узбекистана образуют корабельный состав (узб. kema tartibi) пограничных войск.
Комплектация речной флотилии Узбекистана матросами и старшинами производится по призыву, длительность срочной службы составляет 12 месяцев.

### Корабельные звания
В речной флотилии Узбекистана действует система корабельных званий, перенявшая систему званий ВМФ СССР. Все корабельные звания имеют соответствие в войсковых званиях. Однако, в отличие от войсковых званий, в корабельных званиях Узбекистана отсутствует высший офицерский состав, наивысшим среди них является звание капитана 1-го ранга.
| Название звания на русском языке | Название звания на узбекском языке | Соответствие в войсковых званиях Узбекистана | Погон |
| -------------------------------- | ---------------------------------- | -------------------------------------------- | ----- |
| —                                | —                                  | генерал армии                                | —     |
| —                                | —                                  | генерал-полковник                            | —     |
| —                                | —                                  | генерал-лейтенант                            | —     |
| —                                | —                                  | генерал-майор                                | —     |
| капитан 1-го ранга               | birinchi darajadagi kapitan        | полковник                                    |       |
| капитан 2-го ранга               | ikkinchi darajadagi kapitan        | подполковник                                 |       |
| капитан 3-го ранга               | uchinchi darajadagi kapitan        | майор                                        |       |
| капитан-лейтенант                | kapitan-leytenant                  | капитан                                      |       |
| старший лейтенант                | katta leytenant                    | старший лейтенант                            |       |
| лейтенант                        | leytenant                          | лейтенант                                    |       |
| младший лейтенант                | kichik leytenant                   | младший лейтенант                            |       |
| мичман                           | michman                            | прапорщик                                    |       |
| главный старшина                 | bosh starshina                     | старший сержант                              |       |
| старшина 1-й статьи              | birinchi darajadagi starshina      | сержант                                      |       |
| старшина 2-й статьи              | ikkinchi darajadagi starshina      | младший сержант                              |       |
| матрос                           | matros                             | рядовой                                      |       |

## Задачи
Катера речной флотилии патрулируют 156-километровую границу с Афганистаном по реке Амударье, в их задачи входит, в том числе, противодействие перевозу наркотиков, контрабанде, незаконной миграции. Кроме того, речная флотилия Узбекистана призвана сдерживать проникновение в регион исламского фундаментализма.